# 八邪
八邪，佛教用語，即導致修行錯誤的八種方式，与八正道相对。
1. 邪見，指不信因果、功德、父母、聖人等之見解。
2. 邪志，又作邪思惟，指欲、恚、害等之思惟。
3. 邪語，指妄語、兩舌、惡口、綺語等。
4. 邪業，指殺生、不與取、邪淫等。
5. 邪命，指不如法之生活。
6. 邪方便，又作邪精進，指為惡事所作之方便精勤。
7. 邪念，指不如法之觀念。
8. 邪定，指非正定之定。